# Famille Petróczy
Petróczy de Petrócz et Kaszavár (petróczi és kaszavári Petróczy en hongrois) est le patronyme d'une ancienne famille de la noblesse hongroise.

## Histoire
La famille remonte à Pál Petróczy, maître du trésor de la reine au XVIe siècle et installé dans le comitat de Trencsén. Il serait, selon le généalogiste András Lehoczky (hu), originaire de Croatie et se serait installé en haute-Hongrie après la défaite de Mohács en 1526.

## Membres notables
- Boldizsár Petróczy († 1557), alispán de Szepes.
- János Petróczy († 1571), alispán de Szepes. Fils du précédent.
- István II Petrőczy (hu) († ca 1680), l'un des principaux généraux kuruc, 1er baron Petrőczy. Époux de la comtesse Erzsébet Thököly (1629-1662), sœur du comte István Thököly (hu), tante du célèbre Imre Thököly et petite-fille du comte Thurzó.
- baron István III Petrőczy (hu) (1654-1712), général Kuruc de François II Rákóczi durant sa guerre d'Indépendance. Époux de la baronne Erzsébet Révay (hu), écrivain et poète, fils du précédent et frère de la suivante.
- baronne Kata Szidónia Petrőczy (hu) († 1708), poète et écrivain hongroise, elle est considérée comme la première femme écrivain de la période baroque en Hongrie et le principal représentant de la prose baroque. Épouse du comte Lőrinc Pekry, grand-mère de la femme de lettres Polixénia Daniel (en).
- István Petróczy (hu) (1874-1957), aérostier, pionnier de l'aviation, premier aviateur hongrois de l'armée de l'air impériale et royale qu'il contribue à créer, lieutenant-colonel KuK. Il après guerre l'un des pionniers de la construction d'hélicoptères, le fondateur de l'aviation civile hongroise et de la Protection civile hongroise et le premier directeur général de la Ligue Aérienne hongroise. Récipiendaire de l'Ordre de la Couronne de fer.

## Sources
- Iván Nagy: Magyarország családai, 1859, Pest
- A Pallas nagy lexikona, 1893-1897